# Alláh
Alláh (arabsky الله‎  [ʔalˁˈlˁɑːh], česky Bůh), je arabský překlad slova Bůh. Používá se arabskými křesťany, stejně jako muslimy všech národností. Ve všech abrahámovských náboženstvích včetně Islámu jde tudíž o nejvyšší bytost, Stvořitele vesmíru a života, jediného pravého Boha. V arabštině (podobné slovo existuje i v dalších semitských jazycích) označuje jméno Boží také i v křesťanství a judaismu. Poprvé se vyskytuje u arabských židů.[zdroj⁠?!] Etymologicky slovo Alláh vzniklo zkrácením الإله (al-ilah), kde slovo إله (ilah) znamená bůh-jakékoliv božstvo a určitý člen ال (al-) klade důraz na jedinečnost Boží – podobně jako v češtině psaním velkého „B“ ve slově Bůh. Arabština má kurzivní písmo, tj. nerozlišuje velká a malá písmena; proto jediným způsobem, jak vyjádřit výjimečnost je použitím určitého členu „al-“.

## Význam v islámu

Slovo Alláh v arabské kaligrafii

V islámu je Alláh stvořitelem a všemocným vládcem světa, který proroku Mohamedovi posílal své zprávy pro lidi (a pro tzv. „džiny“) skrze archanděla Gabriela. Tyto zprávy (negramotný) Mohamed recitoval svým společníkům. Korán (v překladu „recitace“) je kolekcí těchto údajných zjevení.
V 112. súře (kapitole Koránu) se u popisu Alláha objevují tyto atributy: jedinečný/jediný, věčný/nezávislý, nezplozený/neplodící (potomstvo) a nesrovnatelný s ničím.
Alláh má být rovněž i nejvyšším soudcem, který rozdělí lidi na ty, kteří budou odměněni nebem (rájem Jannah) a ty kteří budou potrestáni peklem (Jahannam). Podle Koránu půjdou do ráje věřící, kteří poslouchali Alláhovy rozkazy, konali dobré skutky a litovali špatných činů. A ti, kteří neposlouchali („překračovali boží hranice“), a odvrátili se od skutečnosti budou potrestáni peklem. Slovo káfir (nevěřící) v Koránu také znamená “zkrývající” či “zavrhující”.
V islámské teologii (tawhídu) je kladen důraz na jedinost Boží. V islámu neexistuje koncept Boží trojjedinnosti a Ježíš v islámu není Boží syn, ale další z Božích proroků pro Rod Izraele (Izákovo potomstvo).
Ježíšovi bylo dle Koránu zjeveno Evangelium “Injil”, Králu Davidovi Zabur (Žalmy), Mojžíšovi Tawrah (Tóra) a Mohammedovi Quran (Korán).
Ovšem Korán je podle muslimů jediný nabízející zachovalou oralní tradici, i manuskripty zachovalé z dob Mohammeda (Birmingham Manuscript) se 100% shodou slov s moderním Koránem a také “řetězec vypravování”, kterému se říká Isnád. Dále Alláh, podle Koránu, ze své slitovnosti, vysílal proroky každému národu a muslimové tudíž věří, že proroků Božích bylo tisíce až statisíce.
Muslimové také rádi používají reference z Bible (Jan 17:3, Matouš 26:39, Žalmy 91:12,15-16, Isajáš 42:11) jako důkazy pro tvrzení Koránu.

## Zápis slova

Rozbor slova:
1. alif
2. hamza wasl
3. lám
4. lām
5. šadda
6. alif chandžaríja
7. há

První polovina slova (čteme zprava doleva) je určitý člen ال (al-), tedy má podobný význam, jako „the“ v angličtině. Druhá polovina له (-láh) znamená „bůh“. Slovo al-láh vyslovené nebo napsané bez určitého členu považují muslimové za rouhání, protože tento výraz označuje „nějakého boha“ – tj. připouští existenci více bohů.
Slovo se skládá ze čtyř písmen:
1. ا – alif
  - Alif může znamenat „a“, „i“ nebo „u“. Horizontální čárka („fatha“) nad tímto písmenem naznačuje, že se jedná o “a“ (viz obrázek kaligrafie). Pokud je nad písmenem “hamza wasl“ (viz obrázek Rozbor slova), tak to znamená, že se alif nečte a místo něj se čte poslední samohláska předchozího arabského slova. Alif v Al- prefixu se v arabštině tradičně píše s hamzou wasl. Pokud však řeč začíná alifem s hamzou wasl, tak se tento alif čte jako alif s fathou (tedy jako “a“).
2. ل – lám
  - Pokud slovo (po určitém členu ال) začíná na tzv. “sluneční“ písmeno, tak se tento ل (lám) nečte a dané sluneční písmeno se čte dvojnásobně dlouze.
    - Polovina arabské abecedy jsou písmena “sluneční“ a druhá polovina “měsíční“.
3. ل – lám
  - Nad tímto ل je znaménko ّ (šadda) které prodlužuje výslovnost tohoto písmena. Jedná se totiž o sluneční písmeno. První lám se tedy nečetl a tento lám se čte dvakrát tak dlouze.
  - Za druhým ل se vyslovuje dlouhé “á“. To je naznačeno diakritikou - svislou čárkou nad ل (alif chandžaríja).
4. ه – há
  - Toto poslední písmeno se standardně píše jako uzavřený kruhovitý útvar (viz: الله), ale v arabské kaligrafii se u tohoto slova často píše jako vlnovka (viz obrázek).
  - V arabštině se mluvnický pád určuje podle samohlásky na konci slova. Samohláska -u značí nominativ, -i genitiv, -a akuzativ. Proto toto slovo končí na různé samohlásky v různých frázích. Např. Alláhu Akbar. Pokud je nad písmenkem و (viz obrázek kaligrafie), jedná se o Alláhu, tedy nominativ. Pokud čteme jen jedno slovo, nebo je slovo na konci řeči, tak se poslední samohláska nečte.

Ve většině textových editorů se sekvence písmen ا, ل, ل, ه automaticky přemění na ligaturu الله. Pro jméno boha existuje v Unicode také zvláštní znak ﷲ (U+FDF2)
Alláh se obvykle překládá jako “Bůh“, přesto určitá část muslimů s tímto nesouhlasí, protože tento přepis podle nich porušuje jedinečnost, jakou může mít prý jedině jméno “Alláh“.[zdroj?]

## Známé fráze o Alláhovi v islámu
- La ilaha illallah (لآ اِلَـهَ اِلاَّ الله‎ – není boha kromě Alláha (Boha))
- Allahu Akbar (الله أكبر‎ – Alláh (Bůh) je velký)
- Mašallah (ماشاءالله – Bůh požehnej)
- Inšallah (إ نشاءالله – Dá-li Bůh)
- Bismillah ir-rahman ir-rahim (بسم الله الرحمن الرحيم – Ve jménu Boha milosrdného a slitovného)